# Hoplitis strepera
Hoplitis strepera är en biart som först beskrevs av Warncke 1991.  Hoplitis strepera ingår i släktet gnagbin, och familjen buksamlarbin. Inga underarter finns listade i Catalogue of Life.